# Camerun ai Giochi della XVIII Olimpiade
Il Camerun partecipò ai Giochi della XVIII Olimpiade, svoltisi a Tokyo dal 10 al 24 ottobre 1964, con un solo atleta, David Njitock, che gareggiò nei 100 e nei 200 metri. Per la nazione africana, a quattro anni dal conseguimento dell'indipendenza, fu la prima partecipazione olimpica.